# Équipe de Belgique de football en 1996
Maillots
Chronologie
Saison précédente Saison suivante
L'équipe de Belgique de football entame en 1996 les éliminatoires de la Coupe du monde 1998 et dispute trois joutes amicales.

## Objectifs
L'objectif est de bien commencer les qualifications pour la Coupe du monde afin de s'assurer d'une dixième participation.

## Résumé de la saison
En qualifications de l'Euro 1996, la Belgique se retrouve versée dans un groupe difficile et finit troisième, derrière l'Espagne et le Danemark, qualifiés. Cette élimination coûte sa place à Paul Van Himst qui est remplacé par l'ancien meneur de jeu de l'équipe durant les années 1970, Wilfried Van Moer. Ce dernier débute les éliminatoires de la Coupe du monde 1998 par deux victoires poussives contre la Turquie (2-1) et à Saint-Marin (3-0), suivies par une défaite cinglante (0-3) à domicile face aux Pays-Bas qui lui vaut d'être directement licencié. La Fédération belge engage Georges Leekens pour lui succéder, ce dernier parvenant à redresser la barre et à qualifier le pays pour la phase finale de la compétition après un barrage victorieux contre l'Irlande (1-1) et (2-1).

## Bilan de l'année
La Belgique est sur la bonne voie, elle clôt l'année à la 3e place de son groupe qualificatif à un point du pays de Galles, qui a de surcroît disputé deux rencontres de plus. Avec trois victoires en autant de matchs, sans encore avoir rencontré Saint-Marin, les Pays-Bas s'avèrent déjà intouchables et il semble garanti que la qualification passera par les barrages.
Après s'être maintenus dans le top 25 durant les trois premières années du classement FIFA, notamment grâce à leur huitième de finale atteint lors du Mondial 1994, les Belges chutent à la 42e position après avoir manqué la qualification pour l'Euro 1996.

### Coupe du monde 1998

#### Éliminatoires (zone Europe, Groupe 7)
| Rang | Équipe         | Pts | J | G | N | P | Bp | Bc | Diff |  | Résultats (▼ dom., ► ext.) |     |     |     |     |     |
| ---- | -------------- | --- | - | - | - | - | -- | -- | ---- |  | -------------------------- | --- | --- | --- | --- | --- |
| 1    | Pays-Bas       | 9   | 3 | 3 | 0 | 0 | 13 | 2  | +11  |  | Pays-Bas                   |     | 7-1 | -   | -   | -   |
| 2    | Pays de Galles | 7   | 5 | 2 | 1 | 2 | 13 | 10 | +3   |  | Pays de Galles             | 1-3 |     | -   | 0-0 | 6-0 |
| 3    | Belgique       | 6   | 3 | 2 | 0 | 1 | 5  | 4  | +1   |  | Belgique                   | 0-3 | -   |     | 2-1 | -   |
| 4    | Turquie        | 4   | 3 | 1 | 1 | 1 | 8  | 2  | +6   |  | Turquie                    | -   | -   | -   |     | 7-0 |
| 5    | Saint-Marin    | 0   | 4 | 0 | 0 | 4 | 0  | 15 | -15  |  | Saint-Marin                | -   | 0-5 | 0-3 | -   |     |

- Sélection directement qualifiée pour la Coupe du monde 1998
- Sélection barragiste

### Classement mondial FIFA
| Classement | Équipe            | Score total (déc. 1996) | Points précédents (déc. 1995) | Évolution | Position        |
| ---------- | ----------------- | ----------------------- | ----------------------------- | --------- | --------------- |
| 40         | Canada            | 45                      | 32                            | +13       | en augmentation |
| 41         | Trinité-et-Tobago | 45                      | 37                            | +8        | en augmentation |
| 42         | Belgique          | 44                      | 48                            | -4        | en diminution   |
| 43         | Uruguay           | 44                      | 45                            | -1        | en diminution   |
| 44         | Corée du Sud      | 44                      | 38                            | +6        | en augmentation |

Source : FIFA.

## Les matchs
| Match amical                                                  | Belgique | 0 - 2   | France                          | Stade Roi Baudouin Laeken, Belgique                  |                                                      |
| 27 mars 1996 · 20:45 heure locale · Historique des rencontres |          | (0 – 0) | Albert 66e (csc) · Lamouchi 71e | Spectateurs : 24 417 Arbitrage : Fritz Stuchlik (de) | Spectateurs : 24 417 Arbitrage : Fritz Stuchlik (de) |
| 27 mars 1996 · 20:45 heure locale · Historique des rencontres | Rapport  |         |                                 | Spectateurs : 24 417 Arbitrage : Fritz Stuchlik (de) | Spectateurs : 24 417 Arbitrage : Fritz Stuchlik (de) |

| Match amical                                                   | Belgique | 0 - 0   | Russie | Stade Roi Baudouin Laeken, Belgique                   |                                                       |
| 24 avril 1996 · 20:00 heure locale · Historique des rencontres |          | (0 – 0) |        | Spectateurs : 14 549 Arbitrage : Graziano Cesari (en) | Spectateurs : 14 549 Arbitrage : Graziano Cesari (en) |
| 24 avril 1996 · 20:00 heure locale · Historique des rencontres | Rapport  |         |        | Spectateurs : 14 549 Arbitrage : Graziano Cesari (en) | Spectateurs : 14 549 Arbitrage : Graziano Cesari (en) |

Note : Première rencontre officielle entre les deux nations.
| Match amical                                                 | Italie                     | 2 - 2   | Belgique                      | Stade Giovanni-Zini Crémone, Italie             |                                                 |
| 29 mai 1996 · 20:45 heure locale · Historique des rencontres | Del Piero 25e · Chiesa 55e | (1 – 2) | Claeys 5e · Carboni 11e (csc) | Spectateurs : 13 247 Arbitrage : Kurt Zuppinger | Spectateurs : 13 247 Arbitrage : Kurt Zuppinger |
| 29 mai 1996 · 20:45 heure locale · Historique des rencontres | Rapport                    |         |                               | Spectateurs : 13 247 Arbitrage : Kurt Zuppinger | Spectateurs : 13 247 Arbitrage : Kurt Zuppinger |

| Coupe du monde 1998 Éliminatoires - Groupe 7                  | Belgique                   | 2 - 1   | Turquie    | Stade Roi Baudouin Laeken, Belgique            |                                                |
| 31 août 1996 · 20:30 heure locale · Historique des rencontres | Degryse 12e · Oliveira 37e | (2 – 0) | Sergen 56e | Spectateurs : 33 024 Arbitrage : David Elleray | Spectateurs : 33 024 Arbitrage : David Elleray |
| 31 août 1996 · 20:30 heure locale · Historique des rencontres |                            | Rapport | Sergen 64e | Spectateurs : 33 024 Arbitrage : David Elleray | Spectateurs : 33 024 Arbitrage : David Elleray |

| Coupe du monde 1998 Éliminatoires - Groupe 7                    | Saint-Marin | 0 - 3   | Belgique                     | Stadio Olimpico Serravalle, Saint-Marin             |                                                     |
| 9 octobre 1996 · 20:30 heure locale · Historique des rencontres |             | (0 – 2) | Verheyen 11e · Nilis 20e 47e | Spectateurs : 1 353 Arbitrage : Gevorg Hovhannisyan | Spectateurs : 1 353 Arbitrage : Gevorg Hovhannisyan |
| 9 octobre 1996 · 20:30 heure locale · Historique des rencontres | Rapport     |         |                              | Spectateurs : 1 353 Arbitrage : Gevorg Hovhannisyan | Spectateurs : 1 353 Arbitrage : Gevorg Hovhannisyan |

Note : Première rencontre officielle entre les deux nations.
| Coupe du monde 1998 Éliminatoires - Groupe 7                      | Belgique   | 0 - 3   | Pays-Bas                                     | Stade Roi Baudouin Laeken, Belgique                 |                                                     |
| 14 décembre 1996 · 20:00 heure locale · Historique des rencontres |            | (0 – 2) | Bergkamp 24e · Seedorf 28e · Jonk 89e (pen.) | Spectateurs : 36 953 Arbitrage : Pierluigi Pairetto | Spectateurs : 36 953 Arbitrage : Pierluigi Pairetto |
| 14 décembre 1996 · 20:00 heure locale · Historique des rencontres | Renier 50e | Rapport |                                              | Spectateurs : 36 953 Arbitrage : Pierluigi Pairetto | Spectateurs : 36 953 Arbitrage : Pierluigi Pairetto |

## Les joueurs
| Joueurs               | Joueurs             | Amical  | Amical | Amical  | QCM 1998 | QCM 1998 | QCM 1998 |
| --------------------- | ------------------- | ------- | ------ | ------- | -------- | -------- | -------- |
| Gardiens de but       |                     |         |        |         |          |          |          |
| Filip De Wilde        | RSC Anderlecht      | 90      |        |         | 90       | 90       | 90       |
| Philippe Vande Walle  | Germinal Ekeren     | r       | 90     | 90      | r        | r        | r        |
| Yves Van Der Straeten | Royal Antwerp FC    |         | r      | r       |          |          |          |
| Défenseurs            |                     |         |        |         |          |          |          |
| Régis Genaux          | Standard de Liège   | 90      | 90     |         |          |          |          |
| Dirk Medved           | Club Bruges KV      | 46e     | 90     | 90      | 90       | 90       |          |
| Pascal Renier         | Club Bruges KV      | 90      | 90     | 90      | 90       | 90       | 50e      |
| Rudi Smidts           | Royal Antwerp FC    | 90      |        |         |          |          |          |
| Philippe Albert       | Newcastle United    | 90      | 68e    |         |          |          | 90       |
| Philippe Léonard      | Standard de Liège   | r       | 90     | 90      |          | 90 66e   | 35e      |
| Glen De Boeck         | RSC Anderlecht      |         | r      |         |          |          |          |
| Bertrand Crasson      | RSC Anderlecht      |         |        | 46e     | 90       | 90       | r        |
| Geoffrey Claeys       | Cercle Bruges KSV   |         |        | 90 ,    | 90       | r        | r        |
| Davy Gysbrechts       | KV Malines          |         |        | r       |          |          |          |
| Tjörven De Brul       | Club Bruges KV      |         |        | r       |          |          |          |
| Éric Deflandre        | Club Bruges KV      |         |        |         | r        | r        | 75e      |
| Éric Van Meir         | K Lierse SK         |         |        |         |          |          | 90       |
| Milieux               |                     |         |        |         |          |          |          |
| Frédéric Peiremans    | RSC Anderlecht      | 90      | 90     |         | 59e      | r        |          |
| Enzo Scifo            | AS Monaco           | 90      | 90     | 90      | 90       |          |          |
| Danny Boffin          | RSC Anderlecht      | 74e     |        |         |          |          |          |
| Gunter Verjans        | Club Bruges KV      | 46e     | 68e    | 46e 55e |          |          |          |
| Gunther Schepens      | Standard de Liège   |         | 90     |         | 77e      | 62e      |          |
| Gert Claessens        | Club Bruges KV      |         | r      |         |          |          |          |
| Gert Verheyen         | Club Bruges KV      |         |        | 77e     | 59e      | 65e      | r        |
| Lorenzo Staelens      | Club Bruges KV      |         |        | 90      |          | 90       | 90       |
| Nico Van Kerckhoven   | K Lierse SK         |         |        | 63e     | 77e      | 62e      | 35e      |
| Karel Snoeckx         | K Lierse SK         |         |        | 63e ,   |          |          |          |
| Marc Wilmots          | Schalke 04          |         |        |         |          |          | 90 20e   |
| Attaquants            |                     |         |        |         |          |          |          |
| Marc Degryse          | Sheffield Wednesday | 46e 27e |        |         | 90 31e   | 90       | 63e      |
| Luis Oliveira         | Cagliari Calcio     | 90      |        | 90      | 84e      | 80e      | 90       |
| Michaël Goossens      | Standard de Liège   | 46e     |        |         |          |          |          |
| Gilles De Bilde       | RSC Anderlecht      | 74e     |        |         | 84e      | 80e      |          |
| Luc Nilis             | PSV Eindhoven       |         | 90     |         | 90       | 90       | 90 44e   |
| Christophe Lauwers    | Cercle Bruges KSV   |         | 62e    | 77e     |          |          |          |
| Frédéric Pierre       | RWD Molenbeek       |         | 62e    |         | r        | 65e      | 63e      |
| Nordin Jbari          | KAA La Gantoise     |         |        |         |          |          | 75e      |

Un « r » indique un joueur qui était parmi les remplaçants mais qui n'est pas monté au jeu.
1. 1 2 3 4 5 6 7 8 9  Première sélection officielle pour le joueur.
2. 1 2 3 4 5 6  Dernière sélection officielle pour le joueur.
3. ↑  Premier but officiel pour le joueur.

## Aspects socio-économiques

### Couverture médiatique
| Jour de diffusion | Match                  | Compétition    | Diffuseur francophone | Diffuseur néerlandophone |
| ----------------- | ---------------------- | -------------- | --------------------- | ------------------------ |
| 27 mars 1996      | Belgique - France      | Amical         | RTBF                  | VTM                      |
| 24 avril 1996     | Belgique - Russie      | Amical         | RTBF                  | VTM                      |
| 29 mai 1996       | Italie - Belgique      | Amical         | RTBF                  | VT4                      |
| 31 août 1996      | Belgique - Turquie     | Coupe du monde | RTBF                  | VTM                      |
| 9 octobre 1996    | Saint-Marin - Belgique | Coupe du monde | Canal+                | VTM                      |
| 14 décembre 1996  | Belgique - Pays-Bas    | Coupe du monde | RTBF                  | VTM                      |

Source : Programme TV dans Gazet van Antwerpen.

## Sources

### Archives
1. ↑  (nl) « Concentra online archief », sur krantenarchief.concentra.be, Mediahuis.

### Statistiques
1. ↑  « CLASSEMENT MASCULIN », sur fifa.com, FIFA, 18 décembre 1996 (consulté le 8 août 2021)